# Denticerus reticulatus
Denticerus reticulatus är en skalbaggsart som beskrevs av Jordan 1894. Denticerus reticulatus ingår i släktet Denticerus och familjen långhorningar. Inga underarter finns listade i Catalogue of Life.